# Tomasz Jabłoński
Tomasz Jabłoński (Gdynia, 29 de diciembre de 1988) es un deportista polaco que compitió en boxeo. Ganó una medalla de plata en el Campeonato Europeo de Boxeo Aficionado de 2015, en el peso medio.

## Palmarés internacional
| Campeonato Europeo | Campeonato Europeo | Campeonato Europeo | Campeonato Europeo |
| Año                | Lugar              | Medalla            | Categoría          |
| ------------------ | ------------------ | ------------------ | ------------------ |
| 2015               | Samokov (Bulgaria) | Medalla de plata   | 75 kg              |